# Michael Brinegar
Michael Brinegar (15 settembre 1999) è un nuotatore statunitense, vincitore della medaglia di bronzo ai Campionati mondiali di nuoto 2019 nella 5 km di fondo.

## Palmarès
- Mondiali

Gwangju 2019: bronzo nella 5 km a squadre.
- Mondiali giovanili

Indianapolis 2017: argento nei 1500m sl e bronzo negli 800m sl.